# 広信府

江西省の広信府の位置（1820年）

広信府（こうしんふ）は、中国にかつて存在した府。元末から民国初年にかけて、現在の江西省上饒市一帯に設置された。

## 概要
1360年、朱元璋により信州路が広信府と改められた。明のとき、広信府は江西省に属し、上饒・玉山・弋陽・鉛山・貴渓・永豊・興安の7県を管轄した。
清のとき、広信府は江西省に属し、上饒・玉山・弋陽・鉛山・貴渓・広豊・興安の7県を管轄した。
1913年、中華民国により広信府は廃止された。